# Orna Barbivai

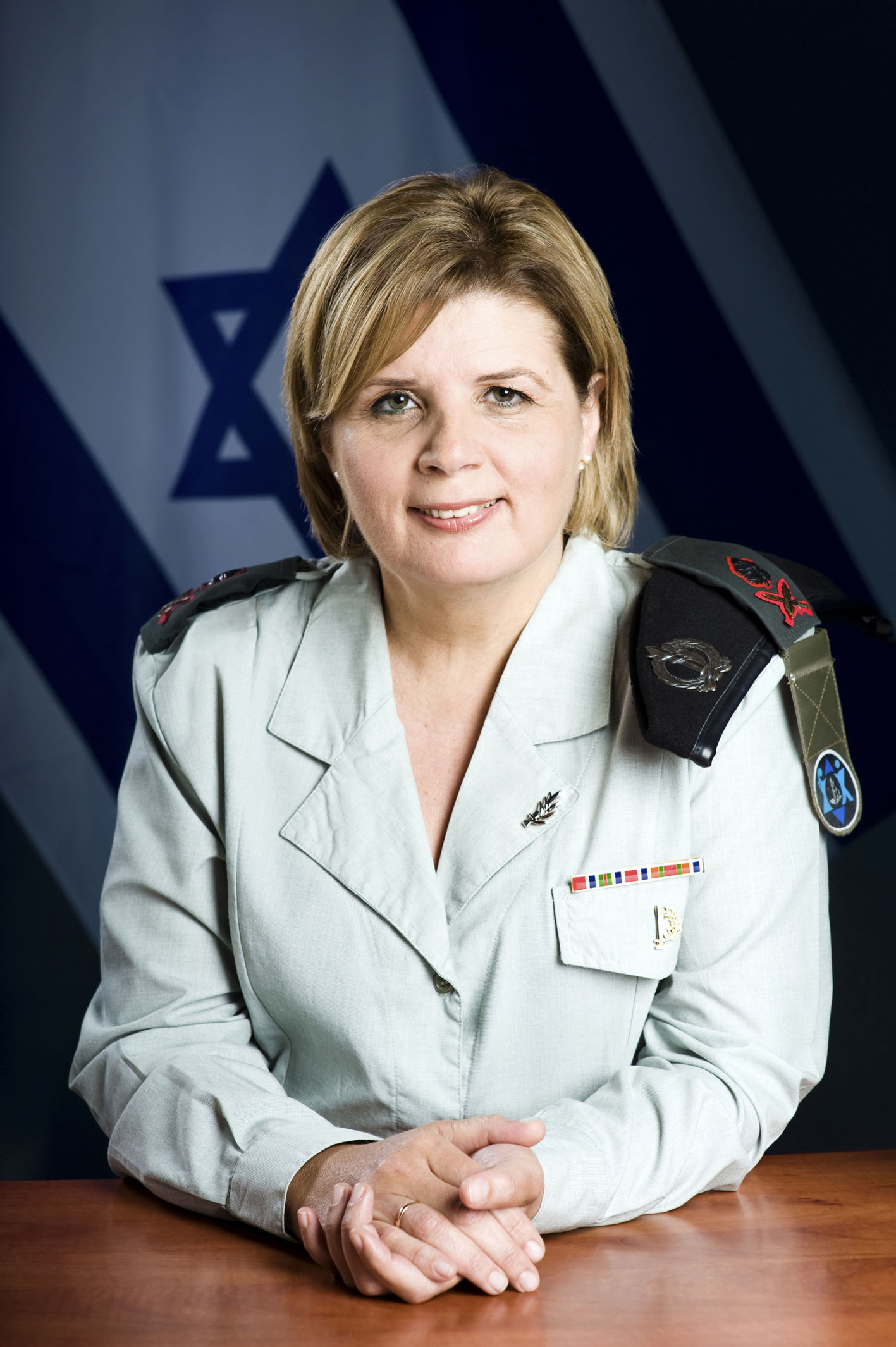
Orna Barbivai (2011)

Orna Barbivai (hebräisch אורנה ברביבאי; * 5. September 1962 in Ramla, Zentralbezirk, Israel) ist eine israelische Politikerin der Jesch Atid und eine ehemalige Offizierin. Sie ist die erste Frau der IDF, die den Rang Generalmajor erlangt hat.

## Biografie
Orna Barbivais Familie zog kurz nach ihrer Geburt nach Afula, wo sie den Großteil ihrer Kindheit verbrachte.
Im Jahr 1981 trat sie der IDF bei. von 1995 bis 1997 leitete sie das Rekrutierungsbüro der IDF in Beʾer Scheva. Von 1997 bis 1999 verwaltete sie mehrere Reservedivisionen. Von 2000 bis 2003 war sie Leiterin der Personalabteilung des Hauptquartiers des israelischen Heers. Von 2003 bis 2005 war sie Ordonnanzoffizierin des israelischen Zentralkommandos. Von 2006 bis 2011 hatte sie verschiedene Ämter in der Personaldirektion des israelischen Heers.
Barbivai erlangte an der Ben-Gurion-Universität im Negev den Bachelor of Arts in Sozialwissenschaften und an der Universität Haifa den Master of Business Administration.
Im Mai 2011 wurde Barbivai als erste israelische Frau zum Generalmajor befördert und zur Leiterin der Personaldirektion des israelischen Heers ernannt.
Im September 2014 trat Barbivai in den Ruhestand. Danach wurde sie zur Vorsitzenden der Abteilung für Spendensammlung der Women’s International Zionist Organisation ernannt.
Seit dem 30. April 2019 ist sie Abgeordnete in der Knesset.
Am 13. Juni 2021 wurde sie als Ministerin für Wirtschaft und Industrie in das Kabinett Bennett-Lapid berufen. Aus diesem Amt schied sie am 29. Dezember 2022 aus.

## Kritik
Barbivai verbot im Zuge ihrer Arbeit für die Personaldirektion des israelischen Heers das Tragen von hellem Nagellack und auffälligem Schmuck, was ihr Kritik von jungen Offizierinnen eingebracht hat. Zeev Lerer, der von 2003 bis 2009 leitender Berater für Geschlechtergleichstellung der IDF war, warf Barbivai vor, sie hätte viele Ideen und Pläne blockiert, die zur Geschlechtergleichstellung im Militär beigetragen hätten.

## Privates
Barbivai ist verheiratet und hat drei Kinder.